# Ryan Peake
 (janvier 2014).
Si vous disposez d'ouvrages ou d'articles de référence ou si vous connaissez des sites web de qualité traitant du thème abordé ici, merci de compléter l'article en donnant les références utiles à sa vérifiabilité et en les liant à la section « Notes et références ».
Pour les articles homonymes, voir Peake.
Ryan Peake, né le 1er mars 1973 à Brooks en Alberta (Canada) est le guitariste rythmique du groupe Nickelback.

## Carrière
Ryan a coécrit quelques-unes des chansons les plus populaires du groupe et chante la plupart des chœurs, le reste étant chanté par leur batteur Daniel Adair. Au cours d'une période de transition pour le groupe, Ryan agit comme distributeur.
Ryan chante aussi quelques reprises dans le groupe, y compris les "Super Bon Bon" et "Saturday Night's Alright (For Fighting)" d'Elton John en concert. Pendant le 2009 Dark Horse Tour, Ryan a chanté une chanson de Kings Of Leon, "Use Somebody". Également pendant le 2010 Dark Horse Tour, Peak chanta "I Ran" du groupe A Flock Of Seagulls à Liverpool.
Ryan joue principalement sur des guitares Gibson comme Les Pauls, Gibson Explorer et Gibson Flying V, ainsi qu'une guitare ressemblant à Lucite en verre modifiée Gibson Flying V faite par les Guitares Dillion sur laquelle il joue "Figured You Out" en concert. Il a également été vu jouant "Someday" sur une Gretsch double manche avant que le groupe ne décide que le technicien guitariste de Chad Kroeger, Tim "Timmy" Dawson, ne se joigne au groupe pour jouer en troisième guitare pendant les concerts. En début de carrière Ryan a surtout joué sur des Fender Telecaster modifiées. Il remplaçait les micro de la Telecaster avec des Humbuckers EMG. Il joue également sur des guitares acoustiques Morgan et Gibson. En concert, Peake utilise une vieille guitare acoustique appartenant à son père pour jouer «Photograph», cette guitare peut être vue jouée par Kroeger dans le vidéoclip de la chanson.
Ryan a donné le crédit à son épouse pour le concept derrière le vidéoclip de Nickelback "Savin 'Me".
Il joue sur des Mesa Boogie Rectifier et utilise plusieurs effets. Il a aussi été reconnu pour utiliser un Marshall JCM Slash Signature 2555 Jubilé (ex-Guns N 'Roses et actuel guitariste de Velvet Revolver, Slash's Custom Marshall).